# Christian Rouch
Pour les articles homonymes, voir Rouch.
Pas d'image ? Cliquez ici

a Compétitions nationales et continentales officielles uniquement.

Christian Rouch, né le 20 juin 1943 à Lavaur et mort le 13 mars 2019 à Labastide-Saint-Georges (Tarn), est un joueur français de rugby à XV qui a joué au poste de ailier.

## Palmarès
- Championnat de France de première division :
  - Champion (1) : 1964 avec Pau face à l'AS Béziers
- Challenge Yves du Manoir :
  - Finaliste (1) : 1964 avec Pau face à l'AS Béziers